# إيلونا كيريكس
إيلونا كيريكس (بالمجرية: Kerekes Ilona)‏ هي لاعبة تنس الطاولة مجرية، ولدت في 1926.

## وصلات خارجية
- إيلونا كيريكس على موقع منظمة تنس الطاولة العالمي (الإنجليزية)